# Il pane altrui (film 1924)
Il pane altrui è un film muto italiano del 1924 diretto da Telemaco Ruggeri, ispirato all'omonima commedia del 1857 di Ivan Sergeevič Turgenev.